# Медведи (породица)
Медведи (ијек. медвједи; лат. Ursidae) су породица крупних сисара из реда звери.Медведи живе у различитим стаништима, од тропских до поларних и од планинских до равничарских. Од станишта зависи начин исхране медведа, мада је већина врста медведа омниворна. Највећи број врста медведа се храни корењем, бобицама, рибом.
Од давнина људи лове медведе користећи њихово месо за исхрану и крзно за одећу. Посматрајући пећинске медведе у потрази за храном, људи су могли закључити које врсте биљака су јестиве. Својим деловањем човек непрестано доприноси смањењу популације медведа, угрожавањем њихових станишта. Упркос закону о заштити медведа, људи и даље лове медведе, због хране, заштите имања и стоке, спортског лова, и традиционалне медицине.
Име медвед потиче из старословенског језика, а значило би „онај који зна где је мед“. У основи имена налази се санскритска реч „веда“, што значи „вид, знање“. 

## Морфологија
Заједничке карактеристике свих медведа су крупно тело, прекривеност густим крзном, кратак реп, одлично чуло слуха и чуло мириса , могућност да стоје на задњим ногама (и ходају само на њима на веома кратким релацијама), широке шапе, и округле уши. Боја длаке зависи од врсте, и варира од потпуно беле, светле, или крем, до црно беле, потпуно црне или мрке. Имају по пет прстију на предњим и задњим шапама, који се завршавају снажним, дугачким канџама, које не могу увлачити. Трчећи медведи постижу брзину од 50 km/h.
Снажна вилица има сва обележја месождера: веома снажни очњаци, карактеристични секутићи и дерачи. Имају 32 – 42 зуба, зависно од станишта и начина исхране. Неким врстама медведа недостају горњи и доњи преткутњаци, а код којих постоје, мали су и нису у функцији жвакања хране. Површине кутњака нешто су равније него код осталих звери што указује да медведи нису само месождери. Они су прави сваштоједи. Једу све: од отпадака и стрвина преко биља, воћа, бобица, меда, до рибе и меса. 
Медведи имају веома развијено чуло мириса. Осете мирис на даљини већој од једног километра. Чуло вида је слабије развијено, али разазнају боје, што им помаже при идентификацији хране.
Без обзира на врсту, мужјаци су крупнији од женки, али што је врста медведа крупнија, већа је и разлика између мужјака и женки. Мужјак поларног медведа може бити и два пута већи од женке, док је код сунчаног медведа разлика између мужјака и женке само у тежини. Сазнања о дужини живота медведа нису поуздана. Претпоставља се да живе 25 до 40 година. Медведи у дивљини живе краће од оних у зоо-вртовима.

## Порекло
Медведи су најмлађа породица месождера. Развили су се током еоцена од заједничког претка Миацида, (месождера сличном ласици који се пење по дрвећу), пре око 50 милиона година. Предак свих данашњих медведа је Ursavus elemensis. Настао је у Евроазији пре 18 – 25 милиона година. Месождер величине лисице, лови по врховима дрвећа, а исхрану употпуњује деловима биљака и инсектима. Током времена медведи су се проширили и на просторе Северне Америке. Фосилни остаци указују да су медведи некада живели и у Африци.
Данас је општеприхваћено да постоји осам врста из породице медведа. Постојала је и девета – пећински медвед - Ursus spelaeus, који је изумро крајем последњег леденог доба пре 10.000 година. Мрки медвед настањује просторе Европе, Азије и Северне Америке, бели или поларни медвед живи око Арктика, амерички црни медвед у Северној Америци, црни медвед у Азији, сунчани медвед у југоисточној Азији, медвед наочар у Јужној Америци, уснати медвед у Азији и велика панда такође у Азији.

## Понашање
Медведи углавном живе сами, изузев мајке са својим младима као и женке и мужјака у време сезоне парења. Они комуницирају са другим медведима путем ознака на стаблима и разних мирисних знакова. На тај начин означавају своје присуство. Само у изузетним приликама, медведи формирају привремене групе и то када се нађе већа количина хране на малој површини. Мрки медведи са Аљаске скупљају се на истој територији у време лова на лососе, када лососи пливају уз реку за време мреста. Скорашња истраживања показују да џиновске панде формирају мале групе, на делу територије где има хране у изобиљу.
Мужјак и женка могу живети на истој територији толеришући се међусобно, истовремено бранећи територију од осталих медведа истог пола. Млади мужјак напустивши мајку обично одлази на другу територију, док млада женка често живи на територији своје мајке.
Кључ опстанка медведа је у проналажењу довољне количине хране, која ће задовољити енергетске захтеве у складу са његовом величином. Пролазећи огромним пространством у потрази за храном, медведи посебно добро упамте делове територије на којој су пронашли обиље хране. 
Медведи који живе у регионима са хладним зимама, најхладнији период године проводе спавајући, укључујући и мрког медведа, америчког и азијског црног медведа као и женке поларног медведа.

## Размножавање
За већину медведа парење је сезонско. Медведи који живе у температурним зонама са четири годишња доба, паре се у пролеће после зимског сна, док медведи из тропских регија то чине за време суше.
За време сезоне парења мужјак и женка остају заједно до две недеље парећи се неколико пута, након чега се раздвајају. 
У зависности од врсте, трудноћа траје седам до девет месеци. Обично женка окоти једно до четири младунчета. 
Кад се роди, младунче медведа је мање од осталих младунчади сисара, у односу на величину родитеља. Понекад теже свега један проценат тежине своје мајке. На пример, новорођена џиновска панда тежи само 113 g. По рођењу, млади су слепи, без зуба и длаке, и потпуно беспомоћни. Хранећи се мајчиним млеком расту веома брзо, и гоје се. Након три месеца напуштају јазбину са мајком у потрази за храном. Младунчад престају да сисају након шест месеци, али остају уз мајку две до три године учећи од ње шта да једу и где да нађу храну. Мајке их штите од одраслих мужјака, јер их они веома често убијају.
Женке су полно зреле са четири до седам година старости, и тада могу рађати младе сваких две до пет година. Период када се медвед први пут размножава долази раније када хране има у изобиљу, а касније када је количина ограничена.

## Однос човека и медведа
Медвед ретко напада човека, осим када се изненади и осети угроженим.
Како препознати да сте на територији медведа? Потражите
Отиске шапа у прашини, блату или снегу.
Отиске медвеђих шапа је лако разликовати од других животиња. Широки су 10 до 15 cm, са пет прстију и канџи. Предња шапа је краћа од задње. Кад не би имао канџе, отисак задње шапе би подсећао на отисак босе ноге човека.
Ознаке на стаблу - Медведи се чешу о коре стабала, остављајући мирисе као знак свога присуства. Потражите и паралелне огреботине од канџи и до 2m увис.
Трагове на месту храњења - обично је лишће разгрнуто на широј површини, нарочито ако медвед тражи буквице. На мртвим животињама уочите огреботине од канџи и зубима изврнуту унутрашњу страну коже.

## Зимски брлог
Многи медведи током зиме падају у зимски сан (хибернирају). Зимски сан заправо није права хибернација јер телесна температура медведа током зимског сна остаје висока и могу се лако пробудити. Медвед проводи зиму у шупљинама стена или под корењем великих стабала. Брлог обично садржи лежај од суве траве, лишћа и гранчица. Улаз је обично узак.

## Таксономија
Фамилија Ursidae је једна од девет фамилија у подреду Caniformia, или „пасолики” месождери, унутар реда Carnivora. Најближи живи сродници медведа су перајари, пси и Musteloidea. Садашњу породицу медведа сачињава осам врста у три подгрупе: Ailuropodinae (монотипска с џиновском пандом), Tremarctinae (монотипска са медведом наочаром) и Ursinae (садржи шест врста подељених у један до три рода, зависно од ауторитета). Анализа једарских хромозома показује да је кариотип шест урсинских медведа готово идентичан, при чему сваки има 74 хромозома, док џиновска панда има 42 хромозома, а медвед наочар 52. Ови мањи бројеви се могу објаснити спајањем неких хромозома и обрасци везивања на њима одговарају облицима урсина, али се разликују од проционида, што подржава уврштавање ове две врсте у Ursidae, а не у Procyonidae, где су их били поставили неке ранији ауторитети.

### Еволуција
Најранији чланови Ursidae припадају изумрлој потфамилији Amphicynodontinae, укључујући Parictis (касни еоцен до раног средњег миоцена, 38–18 милиона година) и нешто млађи Allocyon (рани олигоцен, 34–30 милиона година), оба из Северне Америке. Ове животиње су изгледале веома другачије од данашњих медведа, биле су мале и налик на ракуна у свеукупном изгледу, са исхраном вероватно сличнијој исхрани јазавца. Parictis се не појављује у Евроазији и Африци све до миоцена. Нејасно је да ли су касноеоценски урсиди били присутни и у Евроазији, иако је размена фауне преко Беринговог копненог моста можда била могућа током већег дела периода ниског нивоа мора још у касном еоцену (пре око 37 милиона година) и наставивши се у раном олигоцену. Европски родови морфолошки су веома слични са Allocyon и много млађем америчком Kolponomos (око 18 милиона година). Они су познати из олигоцена, укључујући Amphicticeps и Amphicynodon. Постоје различити морфолошки докази који повезују амфицинодонтине са пероношцима, пошто су обе групе биле полуводени сисари слични видри. Поред подршке за кладу пероножца-амфицинодонтина, други морфолошки и неки молекуларни докази потврђују да су медведи најближи живи рођаци пероношцима.

## Класификација
Родови Melursus и Helarctos су укључени у род Ursus. Постоје бројни хибриди настали укрштањем црног, смеђег и поларног медведа. 
- Породица 
  - Потпородица 
    - Велика панда (Ailuropoda melanoleuca)
    - Патуљаста панда (Ailuropoda minor) †

  - Потпородица 
    - Медвед наочар (Tremarctos ornatus)
    - Флоридски пећински медвед () †

  - Потпородица 
    - Мрки медвед ()
      - Сиријски мрки медвед ()
      - Атласки медвед ()

    - Амерички црни медвед ()
    - Бели медвед ()
    - Азијски црни медвед ()
      - Форможански црни медвед ()
      - Белуџистански црни медвед ()
      - Јапански црни медвед ()
      - Хималајски црни медвед ()
      - Индокинески црни медвед ()
      - Тибетски црни медвед ()
      - Усурски црни медвед ()

    - Пећински медвед () †
    - Медвед уснаш ()
      - Шриланкански медвед уснаш ()
      - Индијски медвед уснаш ()

    - Сунчев медвед (Helarctos malayanus)
      - Борнејски сунчев медвед ()